# 박종민 (축구 선수)
박종민(朴種敏, 1995년 3월 2일 ~ )은 대한민국의 축구 선수이다. 포지션은 센터백, 오른쪽 풀백이다.